# Diocesi di Ancusa
La diocesi di Ancusa (in latino Dioecesis Ancusensis) è una sede soppressa e sede titolare della Chiesa cattolica.

## Storia
Ancusa, nell'odierna Tunisia, è un'antica sede episcopale della provincia romana di Bizacena.
Sono tre i vescovi noti di questa antica diocesi. Alla conferenza di Cartagine del 411, che vide riuniti assieme i vescovi cattolici e donatisti dell'Africa, parteciparono per parte cattolica Gududo, e per parte donatista Donato. Il nome di Vittorino figura al 5º posto nella lista dei vescovi della Bizacena convocati a Cartagine dal re vandalo Unerico nel 484; Vittorino, come tutti gli altri vescovi cattolici africani, fu condannato all'esilio.
Dal XX secolo Ancusa è annoverata tra le sedi vescovili titolari della Chiesa cattolica; dal 6 marzo 2008 il vescovo titolare è Stephan Turnovszky, vescovo ausiliare di Vienna.

## Cronotassi

### Vescovi
- Gududo † (menzionato nel 411)
  - Donato † (menzionato nel 411) (vescovo donatista)
- Vittorino † (menzionato nel 484)

### Vescovi titolari
- José Guadalupe Ortiz y López † (22 marzo 1926 - 20 settembre 1929 nominato arcivescovo di Monterrey)
- Saturnino Peri † (1º novembre 1929 - 9 gennaio 1945 deceduto)
- John Roderick MacDonald † (3 marzo 1945 - 13 aprile 1950 succeduto vescovo di Antigonish)
- Bonaventura Porta † (28 dicembre 1952 - 15 dicembre 1953 deceduto)
- François Xavier Arthur Florent Morilleau † (5 maggio 1954 - 10 agosto 1955 succeduto vescovo di La Rochelle)
- Domenico Enrici † (17 settembre 1955 - 3 dicembre 1997 deceduto)
- Marcelino Hernández Rodríguez (5 gennaio 1998 - 23 febbraio 2008 nominato vescovo di Orizaba)
- Stephan Turnovszky, dal 6 marzo 2008